# Argoctenus igneus
Argoctenus igneus är en spindelart som beskrevs av Ludwig Carl Christian Koch 1878. Argoctenus igneus ingår i släktet Argoctenus och familjen taggfotsspindlar.
Artens utbredningsområde är Western Australia. Inga underarter finns listade i Catalogue of Life.